# Jakow Andrejewitsch Ratschinski
Jakow Andrejewitsch Ratschinski (russisch Яков Андреевич Рачинский; * 31. Januar 1980 in Kuibyschew, Russische SFSR) ist ein ehemaliger russischer Eishockeyspieler, der über viele Jahre für den HK Lada Toljatti in der Superliga aktiv war.

## Karriere
Jakow Ratschinski begann seine Karriere als Eishockeyspieler beim HK Dynamo Moskau, in dessen Nachwuchsbereich er bis 1999 aktiv war. Anschließend wechselte der Stürmer zum HK Woronesch aus der zweitklassigen Wysschaja Liga, in der er bereits in der Saison 1998/99 für Dynamo Moskaus zweite Mannschaft antrat. Von 2000 bis 2003 spielte er für ZSK WWS Samara in der Wysschaja Liga, ehe er zur Saison 2003/04 sein Debüt in der Superliga, der höchsten russischen Spielklasse, für den HK Lada Toljatti gab. Dort erzielte er in 47 Spielen nur zwei Tore und gab weitere vier Vorlagen, woraufhin er am Saisonende in die Wysschaja Liga zurückkehren musste. Dort verbrachte der Russe eineinhalb Jahre bei Amur Chabarowsk und Neftjanik Leninogorsk, ehe er im Laufe der Saison 2005/06 von seinem Ex-Club aus Toljatti verpflichtet wurde. Mit Lada gewann er auf europäischer Ebene 2006 zudem den IIHF Continental Cup. 
Ab der Saison 2008/09 spielte Ratschinski für Lada Toljatti in der neu gegründeten Kontinentalen Hockey-Liga. In deren Premierenspielzeit erzielte er in 56 Spielen vier Tore und bereitete weitere acht vor. Nachdem die Mannschaft sich aus finanziellen Gründen wieder aus der KHL zurückziehen musste, steht er seit der Saison 2010/11 in der neuen zweiten russischen Spielklasse, der Wysschaja Hockey-Liga, für die Mannschaft auf dem Eis. 

## Erfolge und Auszeichnungen
- 2006 IIHF-Continental-Cup-Gewinn mit dem HK Lada Toljatti

## KHL-Statistik
(Stand: Ende der Saison 2010/11)